# Цзяньвэнь-ди (Южная Лян)
Цзянь Вэнь-ди (кит. 梁簡文帝), имя от рождения Сяо Ган (кит. 蕭綱), родился в 503 году; умер в 551 году — император китайской династии Лян с 549 по 551 год. Первоначально он не был наследником престола, но стал наследником,  когда его старший брат Сяо Тун умер в 531 году. В 549 году мятежный генерал  Хоу Цзин занял столичный город  Цзянькан, он захватил императора У-ди и престолонаследника Гана, и к концу года после смерти императора посадил Гана на престол (как императора Цзянь Вэнь-ди). Всё время его правления фактически страной распоряжался  Хоу Цзин, а в 551 году Хоу Цзин, планируя самому вступить на престол, сначала вынудил Цзяньвэнь-ди отказаться от власти в пользу своего внучатого племянника Сяо Дуна, а потом подослал людей умертвить бывшего императора.

## Правление
Когда Хоу Цзин занял столицу, он поначалу  изображал себя верноподданным У-ди и Сяо Гану, но поместил их под домашний арест. Он издал декрет от имени У-ди, расформировав армию генерала Лю, и Лю подчинился. После этого он снял титул «императора» с Сяо Чжэндэ, который позже с плачем выпрашивал прощение у У-ди. Но потом У-ди стал отказывался выполнять все требования Хоу Цзина, и Хоу Цзин уморил императора голодом летом 549 года.
Сяо Ган был назначен императором Цзянь Вэнь-ди, оставаясь в руках Хоу Цзина.
Хоу Цзин встретил серьёзную оппозицию среди губернаторов провинций. Многие провинции не признавали его назначений и не подчинялись центральной власти. Оппозицию возглавлял Сяо И, ставший позднее императором после свержения Хоу Цзина.
Губернаторы провинций, не желающие попасть под контроль Хоу Цзина, формально признали нового императора, но увидев первые постановления, стали продолжать сопротивление Хоу. Тем временем соседнее государство Западная Вэй заняло провинции к северу от Янцзы, принадлежавшие Лян, воспользовавшись междоусобицами.
В 550 году император, желая укрепить своё положение, передал Хоу свою дочь в жёны.  Хоу Цзин обрадовался женитьбе и некоторое время император чувствовал себя в безопасности. Он объявил своего старшего сына Сяо Даци наследным принцем. Тем не менее Хоу строго следил за императором, и лишь несколько чиновников допускались к нему. Большинство губернаторов провинций однако подчинялись брату императора Сяо И.
Летом 550 года Хоу Цзин отправил  генерала Жэнь Юэ (任約) занять центральную часть империи. Поначалу он смог победить нескольких губернаторов, но потом встретил упорное сопротивление, и Хоу Цзин лично решил пойти ему на подмогу. Когда тот покинул столицу, племянник императора Сяо Хойли (蕭會理) организовал заговор, который был раскрыт и мятежники казнены. Хотя не было прямых доказательств того, что император замешан в заговоре, Хоу ограничил права носещать императора и строго наказывал тех кто ослушивался.

## Снятие с престола и смерть
Дальнейшие операции Хоу Цзина продолжались неудачно,  генерал Жэнь Юэ попал в плен, и Хоу бежал в столицу. Чувствуя, что дни его правления заканчиваются, Хоу торопился стать императором.
Осенью 551 Хоу Цзин сместил Цзянь Вэнь-ди, сняв с него императорский титул, и назначил императором Сяо Дуна. Потом он казнил всех сыновей Цзянь Вэнь-ди. Смещённый император попал под домашний арест. В заключении, император загрустил и стал писать стихи, а когда ему не давали бумагу - писал на стенах и ширмах своей резиденции. Через два месяца после нивержения с трона 
к нему было послано несколько чиновников, которые его напоили, а потом убили когда тот заснул, спрятав его в ящик. В 552 году, когда Ван Сенбянь занял столицу, ящик был перенесён во дворец и был предан кремации с императорскими почестями.

## Девиз правления
- Дабао (大寶 dà bǎo), 550-551